# Pacific Street Films
Pacific Street Films es una compañía productora de documentales fundada en Brooklyn, Nueva York en 1969 por dos anarquistas, Joel Sucher y Steven Fischler, guionistas y directores, quienes eran amigos desde niños. Estudiaron en Brooklyn Technical High School y en 1970 en la Universidad de Nueva York presentaron sus películas I am a curious Harold y Inciting to riot que llamaron la atención del instructor de la escuela de cine, Martin Scorsese, quien les animó a usar su cine como medio político.
Sus producciones más destacadas son Red Squad (1971) un documental sobre el Escuadrón Rojo de Nueva York que operó entre la década de 1960 y la de 1970, y Frame Up: The imprisonment of Martin Sostre (1973) un documental que cuenta el arresto del propietario (Martin Sostre) de una librería afroamericana de carácter nacionalista que finalmente fue liberado en la víspera de Navidad del año 1975 con un indulto del gobernador Hugh Carey. Con relación al anarquismo destaca la producción del filme Anarchism in America en 1983.
Trabajaron en los sets de Uno de los nuestros (1990) o JFK (1991) entre otras películas junto a su mentor Martin Scorsese o su compañero de clase Oliver Stone, de los que grabaron dos documentales, Martin Scorsese directs (1990) y Oliver Stone: Inside out (1992). Sus temas predilectos son la vigilancia del poder, las artes marciales, los derechos de los animales, la industria del cine y el anarquismo.
El MOMA abrió una muestra retrospectiva sobre Pacific Street Films en 2004.
La productora sigue activa y lleva en su haber más de 100 películas.

## Filmografía
- Lista detallada en su sitio web. (en inglés)